# دويديات
الدويديات (الاسم العلمي: Demodicidae) هي فصيلة من الحيوانات تتبع رتبة خطميات الشكل من طائفة العنكبيات.

## الأجناس
- الدويدية